# Lézinnes
Lézinnes é uma comuna francesa na região administrativa de Borgonha-Franco-Condado, no departamento de Yonne. Estende-se por uma área de 15,87 km². Em 2010 a comuna tinha 686 habitantes (densidade: 43,2 hab./km²).